# Holotrichia cephalotes
Holotrichia cephalotes är en skalbaggsart som beskrevs av Hermann Burmeister 1855. Holotrichia cephalotes ingår i släktet Holotrichia och familjen Melolonthidae. Inga underarter finns listade i Catalogue of Life.